# Championnats du monde de cross-country 2015
Navigation
Édition précédente Édition suivante
Les 41es championnats du monde de cross-country ont eu lieu le 28 mars 2015 à Guiyang en Chine. L'épreuve masculine (12 km) est remportée par le Kenyan Geoffrey Kamworor en 34 min 52 s, et l'épreuve féminine (8 km) par sa compatriote Agnes Jebet Tirop en 26 min 01 s.

## Parcours
Les distances parcourues sont 12 km pour la course senior masculine, 8 km pour la course senior féminine et la course junior masculine, et 6 km pour la course junior féminine.

## Résultats

### Seniors

#### Hommes
| Place | Athlète           | Pays     | Temps       |
| ----- | ----------------- | -------- | ----------- |
|       | Geoffrey Kamworor | Kenya    | 34 min 52 s |
|       | Bedan Karoki      | Kenya    | 35 min 00 s |
|       | Muktar Edris      | Éthiopie | 35 min 06 s |
| 4     | Hagos Gebrhiwet   | Éthiopie | 35 min 15 s |
| 5     | Leonard Barsoton  | Kenya    | 35 min 24 s |
| 6     | Tamirat Tola      | Éthiopie | 35 min 33 s |
| 7     | Atsedu Tsegay     | Éthiopie | 35 min 47 s |
| 8     | Moses Kibet       | Ouganda  | 35 min 53 s |
| 9     | Ismail Juma       | Tanzanie | 35 min 55 s |
| 10    | Aweke Ayalew      | Bahreïn  | 35 min 56 s |

| Place | Équipes                                                                      | Points |
| ----- | ---------------------------------------------------------------------------- | ------ |
|       | Éthiopie Muktar Edris Hagos Gebrhiwet Tamirat Tola Atsedu Tsegay             | 20     |
|       | Kenya Geoffrey Kamworor Bedan Karoki Leonard Barsoton Phillip Kiprono Langat | 20     |
|       | Bahreïn Aweke Ayalew Albert Rop El Hassan Elabbassi Isaac Korir              | 54     |
| 4     | Érythrée                                                                     | 91     |
| 5     | Ouganda                                                                      | 92     |

#### Femmes
| Place | Athlète                | Pays     | Temps       |
| ----- | ---------------------- | -------- | ----------- |
|       | Agnes Tirop            | Kenya    | 26 min 01 s |
|       | Senbere Teferi         | Éthiopie | 26 min 06 s |
|       | Netsanet Gudeta        | Éthiopie | 26 min 11 s |
| 4     | Alemitu Heroye         | Éthiopie | 26 min 14 s |
| 5     | Stacy Chepkemboi Ndiwa | Kenya    | 26 min 16 s |
| 6     | Emily Chebet           | Kenya    | 26 min 18 s |
| 7     | Irene Chepet Cheptai   | Kenya    | 26 min 26 s |
| 8     | Mamitu Daska           | Éthiopie | 26 min 29 s |
| 9     | Belaynesh Oljira       | Éthiopie | 26 min 29 s |
| 10    | Genet Yalew            | Éthiopie | 27 min 00 s |

| Place | Équipes                                                               | Points |
| ----- | --------------------------------------------------------------------- | ------ |
|       | Éthiopie Senbere Teferi Netsanet Gudeta Alemitu Heroye Mamitu Daska   | 17     |
|       | Kenya Agnes Tirop Stacey Ndiwa Emily Chebet Muge Irene Chepet Cheptai | 19     |
|       | Ouganda Juliet Chekwel Nyakisi Adero Patricia Chepkwemoi Emily Chebet | 101    |
| 4     | Chine                                                                 | 122    |
| 5     | États-Unis                                                            | 128    |

### Juniors

#### Hommes
| Place | Athlète                 | Pays     | Temps       |
| ----- | ----------------------- | -------- | ----------- |
|       | Yasin Haji              | Éthiopie | 23 min 42 s |
|       | Geoffrey Kipkirui Korir | Kenya    | 23 min 47 s |
|       | Alfred Ngeno            | Kenya    | 23 min 54 s |
| 4     | Dominic Kiptarus        | Kenya    | 24 min 0 s  |
| 5     | Evans Rutto Chematot    | Bahreïn  | 24 min 3 s  |

| Place | Équipes  | Points |
| ----- | -------- | ------ |
|       | Kenya    | 19     |
|       | Éthiopie | 33     |
|       | Érythrée | 52     |
| 4     | Bahreïn  | 70     |
| 5     | Ouganda  | 76     |

#### Femmes
| Place | Athlète          | Pays     | Temps       |
| ----- | ---------------- | -------- | ----------- |
|       | Letesenbet Gidey | Éthiopie | 19 min 48 s |
|       | Dera Dida        | Éthiopie | 19 min 49 s |
|       | Etagegn Woldu    | Éthiopie | 19 min 53 s |
| 4     | Daisy Jepkemei   | Kenya    | 19 min 59 s |
| 5     | Mihret Tefera    | Éthiopie | 20 min 2 s  |

| Place | Équipes  | Points |
| ----- | -------- | ------ |
|       | Éthiopie | 11     |
|       | Kenya    | 33     |
|       | Bahreïn  | 52     |
| 4     | Ouganda  | 65     |
| 5     | Japon    | 98     |

## Tableau des médailles
| Rang  | Nation   | Or | Argent | Bronze | Total |
| ----- | -------- | -- | ------ | ------ | ----- |
| 1     | Éthiopie | 5  | 3      | 3      | 11    |
| 2     | Kenya    | 3  | 5      | 1      | 9     |
| 3     | Bahreïn  | 0  | 0      | 2      | 2     |
| 4=    | Érythrée | 0  | 0      | 1      | 1     |
| 4=    | Ouganda  | 0  | 0      | 1      | 1     |
| Total | Total    | 8  | 8      | 8      | 24    |

- Note: le tableau des médailles prend en compte les compétitions individuelles seniors et juniors, ainsi que le classement par équipes.